# Эмболия околоплодными водами
Эмболия околоплодными водами — осложнение при бурной родовой деятельности, предлежании плаценты, преждевременной отслойке нормально расположенной плаценты, связанное с попаданием амниотической жидкости в лёгочный кровоток матери.
Впервые описано в 1926 году, в начале 40-х годов XX века выделено, как самостоятельный акушерский синдром.

## Эпидемиология
В разных странах показатели отличаются, усредненным значением считается 1 случай на 20 000 родов.
Эмболия околоплодными водами составляет существенную часть материнской смертности, в России (2015 г.) — 8,2-10,3 %.

## Факторы риска
- многоводие;
- многоплодная беременность;
- интенсивные схватки и дискоординированная родовая деятельность;
- предлежание плаценты;
- преждевременная отслойка нормально расположенной плаценты;
- травмы живота;
- кесарево сечение;
- разрыв матки или шейки матки;
- эклампсия;
- сахарный диабет;
- возраст матери больше 35 лет[1].

## Симптомы, течение
Острое начало, падение артериального давления вплоть до шока (ниже 90 мм рт. ст.), может развиться энцефалопатия, характеризующаяся изменением психического статуса и возникновением судорог (у 10-15 % пациентов наблюдаются тонико-клонические судороги).
Характерно появление цианоза, одышки, клокочущего дыхания, пенистой мокроты, нередки нарушения свертывающей системы крови, а именно ДВС-синдром (присутствует более, чем у 83 % пациенток), атония матки, вследствие чего развивается массивное маточное кровотечение. Возможна остановка дыхания и сердечной деятельности.

## Лечение
Срочный перевод больной на искусственную вентиляцию легких, инфузии противошоковых растворов с выраженным реологическим действием, назначение десенсибилизирующих средств, при возникновении маточного кровотечения — мероприятия, направленные на его остановку.